# عبد الإله الأتيرة
عبد الإله خليل عبد الرحمن الأتيرة (أبو خليل؛ 15 مارس 1948-24 ديسمبر2024) هو سياسي فلسطيني. ولد في مدينة نابلس شمال الضفة الغربية. شغل منصب مدير عام وزارة الداخلية برتبة لواء في نابلس حتى عام 2006، وعضو بالمجلس الثوري لحركة فتح في المؤتمر السابع عام 2016.

## سيرته
ولد عبد الإله خليل الأتيرة عام 1948 في نابلس، درس الابتدائية والثانوية في مدرسة النجاح، والمدرسة الصلاحية، وحصل على الثانوية العامة داخل سجون الاحتلال. انضم لحركة القوميين العرب عام 1965، وفي العام التالي التحق بحركة فتح عن طريق الشهيد حسن فريتخ. بعد هزيمة حزيران عام 1967 استقبل الفدائيين في منزله ومن بينهم ياسر عرفات، وعمل على جمع السلاح لهم. غادر بعدها إلى سوريا والأردن لينضم مع الفدائيين في معركة الكرامة، فاعتقل وحكم عليه بالسجن 4 سنوات. بعد الإفراج عنه غادر إلى سوريا في مهمة مع كمال عدوان وأبو جهاد. عام 1996، حصل على موافقة لدخول فلسطين للمشاركة في المؤتمر الوطني الأول الذي عقد في قطاع غزة بهدف تعديل الميثاق، وأصبح عضواً بالمجلس الوطني الفلسطيني.
له العديد من المقالات في الصحف والمواقع الإلكترونية.

## وفاته
تُوفي يوم الثلاثاء الموافق 24 ديسمبر 2024.

## أوسمة
مُنح في 21 فبراير 2025 وسام الرئيس ياسر عرفات من درجة نجمة يبوس وذلك «تقديراً لسيرته ومسيرته النضالية الحافلة بالعطاء، والتزامه الوطني خلال جميع مهامه التي كلف بها، في إطار العمل الوطني، وتثميناً لجهوده في خدمة أبناء شعبه الفلسطيني على طريق الحرية والسيادة والاستقلال.».